# National Route 17
Die National Route 17 (kurz N17) ist eine südafrikanische Nationalstraße, die in Soweto beginnend bis nach Oshoek an der Grenze zwischen Südafrika und Eswatini verläuft.

## Streckenverlauf
Die N17 nimmt ihren Beginn im Gebiet von Soweto zwischen Orlando West und Orlando East als Klipspruit Valley Road, wo sie zunächst eine nachrangige Gemeindestraße bildet und an der Nasrec Road, nördlich des Soweto Highway (M70) im Stadtteil Riverlea und unweit des FNB-Stadions, unterbrochen ist. Zuvor trifft sie auf den Western Bypass (N1), der zum mautpflichtigen Autobahnring um Johannesburg gehört.
Etwas weiter östlich beginnt an der Wemmer Pan Road die höhere Ausbaustufe der N17 als vierspurige Autobahn nahe dem Pioneers Park in Springfield. Kurz danach passiert sie den Stadtteil City Deep, in dem sie über die M31 (Heidelberg Road) einen Anschluss zum City Deep Container Terminal ermöglicht. Kurz danach quert die N17 durch zwei nacheinander folgende Autobahnkreuze die N12 und die N3, einen der wichtigsten Straßenverkehrsknotenpunkte im Süden Johannesburgs.
Nun verläuft die Fernstraße in Richtung Osten durch die Region East Rand an der Stadt Brakpan vorbei bis nach Springs, wo bei Selection Park die vierspurige Ausbaustufe endet. Weiter als einspurige Straße passiert sie die Städte Leandra, Trichardt bei Secunda, Bethal und Ermelo.
In Ermelo kreuzt die N11 und beginnt die N2, letztere an den südlichen Grenzabschnitten von Eswatini und weiter zum Indischen Ozean über Richards Bay nach Durban verlaufend. Von Ermelo aus wendet sich die N17 nach Nordost, berührt Chrissiesmeer und Warburton, quert die R33, die kurzzeitig einer gemeinsamen Trassierung folgt und erreicht schließlich in Oshoek den Grenzübergang (Oshoek Border Post) nach Eswatini.
Von der Grenze folgt der Verkehrsfluss der eswatinischen Fernstraße MR3 in Richtung Manzini.

## Streckenausbau
In allen Abschnitten ist die Fahrbahn mit Asphaltdecke ausgebaut, auf einigen Kilometern zwischen Springs und Leandra mit befestigtem Randstreifen, weiter östlich mit geschotterten Randbereichen. Zwischen Leandra und der Landesgrenze sind die Straßenbedingungen schlecht und der Belag erheblich erneuerungsbedürftig. Bauarbeiten werden abschnittsweise durchgeführt.
Auf der N17 gibt es mehrere Mautstellen.

## Geschichte
Die N17 wurde in den 1980er Jahren als internationale Straßenroute in Form einer zweispurigen Autobahn zwischen der Region Johannesburg und Eswatini geplant. Davon sind bis Springs die Abschnitte als nationale Autobahn errichtet worden. Die weiteren Streckenabschnitte bis Leandra baute die Verwaltung der damaligen Provinz Transvaal um 1990 als einspurige Trasse. Danach folgt die Route einer noch nicht modernisierten Linienführung.